# 普柏磨面蟹
普柏磨面蟹（學名：Necora puber），或從英語直譯作天鵝絨梭子蟹，是磨面蟹屬（學名：Necora）的唯一一個物種。舊屬梭子蟹科，今屬多樣蟹科。

## 形態描述

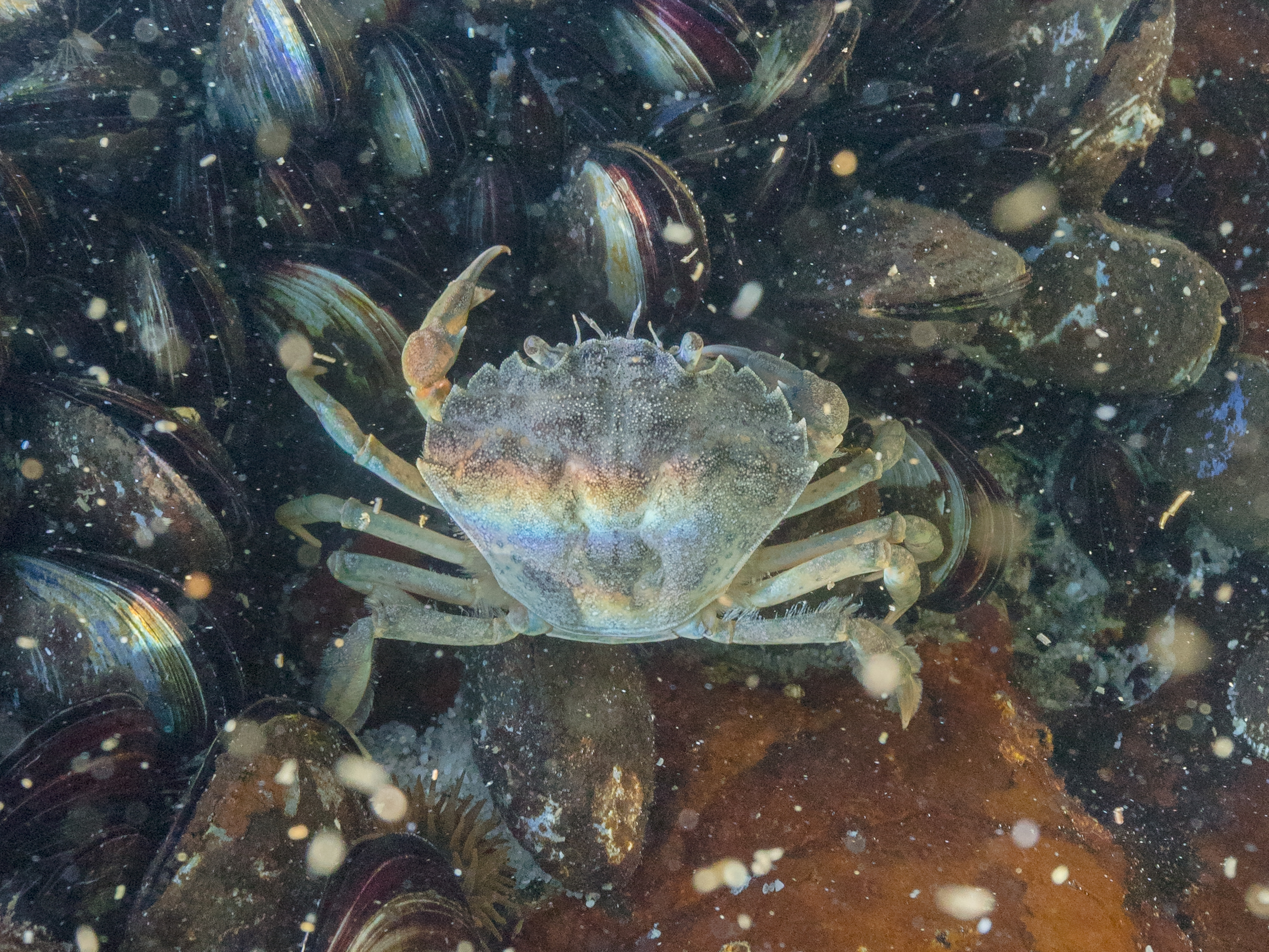

體呈黑褐色，眼睛為紅色。頭胸甲寬可達 6.5 公分至100（3.9英寸），是不列顛群島沿岸水體所能找到的體型最大的梭子蟹總科物種。其體表有一層細密的短毛,給予一種好像動物的天鹅绒的質感，因此而得到「天鵝絨梭子蟹」的俗名。儘管其體型細小，本物種可是英國漁業的其中一種主要漁獲物種。
如同其他梭子蟹，本物種的最後一對pereiopod呈扁平狀的游泳足。

## 分佈
歐洲西北部（北至挪威南部的北海海域）至非洲西部（西撒哈拉）及地中海西部等海域。

## 生態
棲息於亞潮帶至淺海水深約20公尺至65（213英尺）的海域。喜好隱蔽躲藏，並喜好礫石為底質的區域活動。
性情殘暴，移動快速。本種類的數量甚多，在某些區域有商業性的採補行為。

## 外部連結
- 維基物種上的相關：普柏磨面蟹
- Basic information about Necora puber （页面存档备份，存于）
- Sealife Collection網站提供的普柏磨面蟹的圖片